# マウント・パノラマ・サーキット
マウント・パノラマ・サーキット（Mount Panorama Circuit）はオーストラリア連邦、ニューサウスウェールズ州バサーストにあるストリートサーキットである。

## 概要
マウント・パノラマとワルウの2つの公式名を持つ丘の上に位置する。1938年3月に開業した。オーストラリアを代表する山岳サーキットであり、毎年10月に開催されるバサースト1000km、および毎年2月に開催されるバサースト12時間の開催地として知られる。トラックの長さは6.213 km（3.861マイル）で、レースイベントが開催される時期を除いては公道として利用されており、市街地サーキットに分類される。

## コースレイアウト
このトラックは、最高地点と最低地点との間に174メートル（571フィート）の高低差を持つ。左回りのコースは長い直線を持つ区間と、勾配が大きくブラインドコーナーが続く山岳区間とに分けられる。

## コースレコード（非公式）
2024年のバサースト12時間レースの前日、ジュール・グーノンが特別仕様のメルセデスAMG GT3で1分56秒6054を記録した。DRS、カーボンディスクブレーキ、エンジン、空力の改造を施した。